# Heerlijkheid Grimbergen
De heerlijkheid Grimbergen was een gebied tussen de rivieren Schelde, Dender, Rupel en Zenne van de 11e eeuw tot het heersende geslacht Berthout rond het jaar 1300 uitstierf. 
De heerlijkheid was een leen van het landgraafschap Brabant, dat in het bezit was van de graven van Leuven. Tijdens de Grimbergse Oorlogen (1139-1159) trachtten de heren van Grimbergen zich van de Leuvense graven te ontdoen, wat echter mislukte; de Borgt van Berthout, gelegen in de huidige gemeente Grimbergen, werd door Godfried III van Leuven verwoest, waarna de Berthouts volgzame vazallen van de landgraven en later de hertogen van Brabant werden.
De heerlijkheid was een personele unie met de heerlijkheid Mechelen; het had heersers uit hetzelfde huis.